# Метоксифлуран
Метоксифлуран (лат. Methoxyfluranum, англ. Methoxyflurane) — синтетичний препарат, інгаляційний анестетик. За хімічною структурою є галогенованим етером, та початково використовувався як засіб для інгаляційного наркозу, але у зв'язку з імовірністю нефротоксичності та гепатотоксичності, а також із повільним розвитком наркотичного ефекту препарат не застосовується як засіб для загального наркозу, а застосовується переважно як знеболювальний засіб. Метоксифлуран застосовується виключно інгаляційно. Метоксифлуран уперше синтезований у 40-х роках ХХ століття групою хіміків під керівництвом Вільяма Т. Міллера, які брали участь у Манхеттенському проекті, а вивчення можливості клінічного застосування проводилось у лабораторії корпорації «Abbott Laboratories» від 60—х до початку 70-х років ХХ століття під керівництвом Джозефа Ф. Артузіо, і саме корпорація «Abbott Laboratories» розпочала випуск та маркетинг метоксифлурану під торговельною маркою «Пентран».

## Фармакологічні властивості
Метоксифлуран — синтетичний препарат, що є по хімічній структурі галогенованим етером, який початково застосовувався як засіб для інгаляційного наркозу, а натепер належить до групи ненаркотичних анальгетиків. Точний механізм дії метоксифлурана не встановлений, сучасні теорії пояснюють механізм дії препарату в механізмах синаптичної передачі, внутрішньоклітинного обміну речовин, стані конформації біохімічних рецепторів та провідності іонних каналів. Метоксифлуран є єдиним рідким інгаляційним анестетиком, який призводить у стандартному дозуванні до виникнення глибокої анальгезії без виникнення сонливості та пригнічення свідомості. Метоксифлуран не дуже добре розчиняється у воді, але добре розчиняється в органічних розчинниках (ацетон, етери, етанол, хлороформ), добре розчиняється в жирах та має здатність накопичуватися у жировій тканині. Метоксифлуран має низьку леткість, тому для забезпечення необхідної концентрації препарату в суміші, яка вдихається пацієнтом, він застосовується виключно із спеціальними інгаляторами. Метоксифлуран відносно повільно виводиться із центральної нервової системи у зв'язку із тим, що він добре розчиняється в ліпідах, та створює своєрідне депо в жировій тканині, що спричинює подовження тривалості знеболювального ефекту. Хоча метоксифлуран підвищує чутливість міокарду до адреналіну та норадреналіну, він має антиаритмічну дію. Під час застосування метоксифлурану знижується частота дихання, що може супроводжуватися гіперкапнією Рідше, чим інші засоби для наркозу, метоксифлуран викликає післяопераційне блювання. При застосуванні метоксифлурану зрідка реєструються випадки нефропатії, частіше при передозуванні препарату, існує ймовірність збільшення нефротоксичності метоксифлурану при застосуванні його разом із іншими нефротоксичними препаратами (гентаміцин, канаміцин, колістин та інші поліміксини, амфотерицин В). Метоксифлуран найбільш широко застосовується як інгаляційний анальгетик в Австралії та Новій Зеландії, у тому числі на догоспітальному етапі, у Збройних силах, а також для надання невідкладної допомоги дітям. Для потреб українських збройних сил в зоні АТО метоксифлуран переважно доставляється та надається волонтерами, і, хоча він не входить до затвердженого переліку препаратів, що мають знаходитись у аптечках для військових, розроблені рекомендації по застосування препарату для українських військовиків.

### Фармакокінетика
Метоксифлуран швидко всмоктується при інгаляційному застосуванні, початок знеболювального ефекту спостерігається за 3—5 хвилин після інгаляції препарату. Препарат швидко всмоктується в кров завдяки високому градієнту концентрації між альвеолами, артеріальною кров'ю та добре васкуляризованими тканинами, що також призводить до швидкого початку знеболювальної дії препарату. Після всмоктування в кров метоксифлуран накопичується в жирових тканинах, з яких вивільняється у кров та тканини. Метоксифлуран добре проникає через гематоенцефалічний бар'єр. На відміну від інших інгаляційних засобів для наркозу, більша частина метоксифлурану метаболізується в печінці з утворенням неактивних метаболітів, в тому числі неорганічних фторидів, концентрація яких у крові наростає швидше у людей із ожирінням та у хворих літнього віку. Виводиться препарат із організму частково із сечею у вигляді метаболітів (до 30% препарату), 20% метоксифлурану виводиться із повітрям, яке видихається. Згідно клінічних досліджень, середня тривалість дії метоксифлурану після припинення інгаляції становить 59 хвилин, середня загальна тривалість дії — 87 хвилин; найдовший час тривалості дії препарату — 165 хвилин після припинення введення препарату і 285 хвилин загальної тривалості дії

## Показання до застосування
Метоксифлуран початково застосовувався як засіб для інгаляційного наркозу, але у зв'язку із повільним розвитком наркотичного ефекту та ймовірністю нефротоксичності та гепатотоксичності натепер метоксифлуран застосовується як знеболювальний препарат. Метоксифлуран може застосовуватися для знеболення пацієнтів із травмами, у пацієнтів із нирковою та кишковою колькою, для знеболення при транспортуванні хворих, для знеболення під час обробки ран, для знеболення при ендоскопічних обстеженнях (фіброгастродуоденоскопія, колоноскопія), коронарографії, онкологічних захворюваннях, а також для використання для знеболення в умовах катастроф або стихійного лиха, і для самостійного знеболення військовослужбовців під час бойових дій.

## Побічна дія
Найчастішими побічними ефектами, які спостерігаються при застосуванні метоксифлурану із частотою від 1 до 10%, є нудота, блювання, кашель, запаморочення, сонливість, головний біль, амнезія, підвищена чутливість до запахів, гарячка, поліурія. Значно рідше (0,01—0,1%) спостерігаються підвищення температури тіла та порушення функції печінки. Вкрай рідко (менше 0,01%) спостерігаються ларингоспазм або бронхоспазм, пригнічення дихання, артеріальна гіпотензія, брадикардія, підвищення рівня фтору в крові, підвищення рівня сечовини та креатиніну в крові. Вкрай рідко, при передозуванні препарату, може спостерігатися поява ниркової недостатності. Зрідка також можуть спостерігатись алергічні реакції у вигляді гіперемії шкіри, кропив'янки та набряку Квінке.

## Протипоказання
Метоксифлуран протипоказаний при підвищеній чутливості до препарату або інших фторованих анестетиків, тахіаритмії, спазмофілії, частоті дихання менше 10 за хвилину, підвищенні МНВ вище 4, вираженій гіпертермії, при даних про захворюваннях печінки та нирок в анамнезі, нирковій або печінковій недостатності, вагітності та годуванні грудьми, при одночасному застосуванні бензодіазепінів або наркотичних анальгетиків, чи нефротоксичних препаратів, пацієнтам без свідомості, підвищенні внутрішньочерепного тиску. Хоча в інших країнах метоксифлуран дозволений для використання в дитячому віці, в Україні препарат для застосування в дітей не затверджений.

## Форми випуску
Метоксифлуран випускається у флаконах по 2 мл, 3 мл з інгалятором.

## Синоніми
Penthrox, Methoflurane, Methoxyfluoran, Methoxyfluran, Methoxyflurane, Methoxyfluranum, Metoxiflurano, Penthrane, Metofane, Penthrop